# Alexia Alluminio (equip ciclista)
L'equip Alexia Alluminio va ser un equip ciclista italià, de ciclisme en ruta que va competir del 2000 al 2002.
Va néixer a partir de diferents membres de l'equip Cantina Tollo-Alexia Alluminio. El seu èxit més important fou la victòria final al Giro d'Itàlia per part de Paolo Savoldelli.

## Corredor millor classificat en les Grans Voltes
| Any  | Giro d'Itàlia        | Tour de França | Volta a Espanya |
| ---- | -------------------- | -------------- | --------------- |
| 2000 | -                    | -              | -               |
| 2001 | 18.º Marco Magnani   | -              | -               |
| 2002 | 1.º Paolo Savoldelli | -              | 95.º Eddy Serri |

## Principals resultats

### A les grans voltes
- Giro d'Itàlia
  - 2 participacions (2001, 2002)
  - 2 victòries d'etapa:
    - 2 el 2001: Ivan Quaranta (2)

  - 1 classificació finals:
    - Paolo Savoldelli (2002)

  - 0 classificacions secundàries:

- Tour de França
  - 0 participacions

- Volta a Espanya
  - 1 participacions (2002)
  - 0 victòries d'etapa:

## Classificacions UCI
Fins al 1998 els equips ciclistes es trobaven classificats dins l'UCI en una única categoria. El 1999 la classificació UCI per equips es dividí entre GSI, GSII i GSIII. D'acord amb aquesta classificació els Grups Esportius II són la segona divisió dels equips ciclistes professionals.
| Temporada | Classificació per equips | Millor ciclista en la classificació individual |
| --------- | ------------------------ | ---------------------------------------------- |
| 2000      | 29è (GSII)               | Dario Andriotto (390è)                         |
| 2001      | 20è (GSII)               | Ivan Quaranta (190è)                           |
| 2002      | 28è (GSII)               | Paolo Savoldelli (24è)                         |